# Hohn (Gemeinde)
Hohn település Németországban, Schleswig-Holstein tartományban. Lakosainak száma 2734 fő (2023. december 31.).

## Népesség
A település népességének változása:
| Lakosok száma | 1631 | 2487 | 2467 | 2468 | 2629 | 2734 |
|               | 1975 | 2017 | 2019 | 2021 | 2022 | 2023 |